# Rebela Sono
Rebela Sono (in esperanto Suono ribelle) è il terzo album della band anglo-finlandese Dolchamar, pubblicato nel 2005 attraverso l'etichetta discografica esperantista Vinilkosmo. È il primo album pubblicato dopo aver cambiato il nome del gruppo da "Dolcxamar" a "Dolchamar", per facilitare la pronuncia del nome.
Caratteristica di quest'album è il libero utilizzo della trascrizione delle parole in esperanto: infatti, il gruppo ha deciso di usare la h-sistemo per usare quelle lettere che esistono solo nell'alfabeto dell'esperanto: ch sarebbe la ĉ, sh la ŝ e così via. Inoltre, le lettere "ks" (ad esempio in "proksimulo") vengono sostituite con la x, che normalmente viene usata solo nell'ikso-sistemo e le finali -o e -a, rispettivamente per i sostantivi e gli aggettivi, sono spesso elise senza aggiungere l'apostrofo.
Due video musicali per altrettante canzoni contenute nell'album, Junaj idealistoj e Ni chiuj ni sono stati girati e caricati su YouTube mentre il brano Himno de Esperhe è diventato l'inno dell'associazione esperantista di Helsinki ed è stata successivamente remixata sia dagli stessi Dolchamar sia dal dj brasiliano Roĝer Borĝes.

## Tracce
1. Junaj idealistoj
2. Himno de Esperhe
3. Akcidentoj
4. Ni chiuj ni
5. ...Kaj chi tio povas ighi nenio
6. Kontra krusadanto
7. Solaj paroj
8. Subamighi
9. Simia kaptilo
10. Kr3yza festema injo
11. Chinokta sento
12. En Grekia